# Notre-Dame-d'Épine

Notre-Dame-d'Épine este o comună în departamentul Eure, Franța. În 1 ianuarie 2022 avea o populație de 69 de locuitori.